# Walter Powers
Walter Powers est un bassiste américain essentiellement connu en tant que membre du Velvet Underground en 1970-1971.
Il fut invité dans le groupe par Doug Yule après le départ de Lou Reed, en août 1970, pour la tournée de promotion de l'album Loaded. Yule, jusqu'alors bassiste, passa au chant et à la guitare, et Powers prit sa place de bassiste. Il quitta le Velvet en même temps que Maureen Tucker et Willie Alexander, lorsque le manager Steve Sesnick les renvoya tous trois, fin 1971 : ils n'apparaissent donc pas sur le dernier album du groupe, Squeeze (1973).
Powers apparaît sur les deux premiers disques du coffret Final V.U. 1971-1973, sur lesquels apparaissent des concerts enregistrés en 1971.